# Welsh International 2019
Die Welsh International 2019 im Badminton fanden vom 27. bis zum 30. November 2019 in Cardiff statt.

## Sieger und Platzierte
| Disziplin    | Gold                          | Silber                     | Bronze                              |
| ------------ | ----------------------------- | -------------------------- | ----------------------------------- |
| Herreneinzel | Ditlev Jæger Holm             | Yeoh Seng Zoe              | Samuel Hsiao                        |
| Herreneinzel | Ditlev Jæger Holm             | Yeoh Seng Zoe              | Lars Schänzler                      |
| Dameneinzel  | Clara Azurmendi               | Fabienne Deprez            | Airi Mikkelä                        |
| Dameneinzel  | Clara Azurmendi               | Fabienne Deprez            | Jenjira Stadelmann                  |
| Herrendoppel | Chiang Chien-wei Ye Hong-wei  | Zach Russ Steven Stallwood | Rory Easton Ethan van Leeuwen       |
| Herrendoppel | Chiang Chien-wei Ye Hong-wei  | Zach Russ Steven Stallwood | Christopher Grimley Matthew Grimley |
| Damendoppel  | Abigail Holden Lizzie Tolman  | Freya Redfearn Hope Warner | Julie MacPherson Ciara Torrance     |
| Damendoppel  | Abigail Holden Lizzie Tolman  | Freya Redfearn Hope Warner | Aline Müller Jenjira Stadelmann     |
| Mixed        | Alexander Dunn Ciara Torrance | Matthew Clare Hope Warner  | William Jones Molly Chapman         |
| Mixed        | Alexander Dunn Ciara Torrance | Matthew Clare Hope Warner  | Oliver Leydon-Davis Anona Pak       |